# Greenberg (film)
Pour les articles homonymes, voir Greenberg.
Pour plus de détails, voir Fiche technique et Distribution.
Greenberg est un film américain réalisé par Noah Baumbach, sorti en salles en 2010.

## Synopsis
En Californie, Florence Marr, âgée d'une vingtaine d'années, est la jeune assistante personnelle de Philip et Carol Greenberg, couple aisé avec deux enfants, prenant en charge l'entretien de leur maison et s'occupant du chien, un berger allemand nommé Mahler. Lorsque ces derniers partent en famille en vacances au Vietnam, elle apprend que Roger, le frère de Philip, s'installe quelques semaines dans leur demeure, où il devra construire une niche pour Mahler, et lui demande de l'aider pour n'importe quelque service. Roger, menuisier new-yorkais, vient de sortir d'hôpital psychiatrique après une dépression nerveuse. Alors qu'elle vient chercher son chèque de paie et nourrir le chien, Florence rencontre brièvement Roger. Peu après, Roger retrouve un vieil ami, Ivan, qui l'emmène à un barbecue chez un ami commun, Eric. À eux trois, ils formaient un groupe musical qui s'est séparé après que Roger a refusé qu'ils signent avec un label, ce dont Eric lui tient encore rigueur. Parmi les convives, il retrouve son ex-petite amie, Beth.
Un soir, il invite Florence à prendre un verre dans un bar, mais ayant oublié son sac à main, elle lui propose un verre dans son appartement, avant de coucher ensemble mais de manière maladroite. Mais la jeune femme stoppe Roger car, sortant d'une longue relation, elle ne veut pas avoir de futiles relations sexuelles. Le lendemain, Roger remarque que Mahler est léthargique. Il l'emmène avec Florence chez le vétérinaire, où il apprend qu'il a une maladie auto-immune. Parallèlement, il revoit Beth et tente de renouer avec elle, en vain.
Roger se rapproche de plus en plus de Florence, après qu'elle l'a invité à un concert, puisque lui l'a conviée à un déjeuner pour son quarante-et-unième anniversaire. Mais alors qu'ils tentent d'aller plus loin, Roger et Florence se disputent et il part subitement. Ils se revoient toutefois à cause de l'état de santé du chien. Pris de remords, il appelle Florence qui, ivre, lui apprend qu'elle est enceinte d'un ex-amant et qu'elle a décidé de subir une IVG. Avec Ivan, il décide de l'accompagner à la clinique où elle restera toute la nuit.
De retour à la maison, il retrouve Sara, la fille de Carol, avec une amie, Muriel. Ces dernières organisent une fête dans la maison, durant laquelle Roger prend de la cocaïne. Ivan débarque et se dispute avec Roger à propos du contrat d'enregistrement avec le label qu'il avait refusé. Désespéré, Roger laisse un message vocal sur le téléphone de Florence dans lequel il lui avoue ses sentiments. Le lendemain, Roger pense partir en Australie avec Sara et Muriel, mais change d'avis pour aller chercher Florence à l'hôpital afin de la ramener chez lui dans son appartement. La scène finale montre Florence écoutant le message de Roger, dans lequel il lui dit qu'il l'aime.

## Fiche technique
- Titre : Greenberg
- Réalisation : Noah Baumbach
- Scénario : Noah Baumbach, d'après une histoire de Noah Baumbach et Jennifer Jason Leigh
- Directeur de la photographie : Harris Savides
- Montage : Tim Streeto
- Distribution des rôles : Francine Maisler
- Décors : Ford Wheeler
  - Décoratrice de plateau : Elizabeth Keenan
- Costumes : Mark Bridges
- Direction artistique : Curt Beech
- Musique : James Murphy
  - Supervision de la musique : George Drakoulias
- Producteurs : Jennifer Jason Leigh et Scott Rudin
  - Productrice exécutive : Lila Yacoub
- Sociétés de production : Scott Rudin Productions et Twins Financing, LLC
- Distribution :  Focus Features •  Mars Distribution
- Budget : 25 000 000 $[2]
- Format : couleur – 35mm et cinéma numérique – 2.35:1 — son Dolby Digital et Digital Theater System
- Pays :  États-Unis
- Durée : 107 minutes
- Genre : Comédie dramatique
- Dates de sortie [3]:
  -  Allemagne : présentation au Festival de Berlin le 14 février 2010, sortie nationale le 1er avril 2010
  -  États-Unis : premières à New York et Los Angeles le 19 mars 2010, sortie limitée le 26 mars 2010
  -  France : 28 avril 2010
- Classification :
- Classification MPAA : R (Restricted) [n 1]
- Classification CNC : tous publics, art et essai (visa d'exploitation no 126013 délivrée le 5 août 2010)[4]

## Distribution
- Ben Stiller (V. F. : Maurice Decoster ; V. Q. : Alain Zouvi) : Roger Greenberg
- Greta Gerwig (V. F. : Émilie Rault ; V. Q. : Kim Jalabert) : Florence Marr
- Rhys Ifans (V. F. : David Kruger ; V. Q. : Thiéry Dubé) : Ivan Schrank
- Jennifer Jason Leigh (V. F. : Malvina Germain ; V. Q. : Marie-Andrée Corneille) : Beth
- Chris Messina (V. F. : Alexis Victor ; V. Q. : François Godin) : Phillip Greenberg
- Susan Traylor (V. F. : Juliette Degenne) : Carol Greenberg
- Merritt Wever (V. F. : Jessie Lambotte) : Gina
- Juno Temple (V. F. : Jessica Monceau ; V. Q. : Claudia-Laurie Corbeil) : Muriel
- Brie Larson (V. F. : Élisabeth Ventura ; V.Q. : Stéfanie Dolan) : Sara
- Blair Tefkin (V. F. : Maïté Monceau) : Megan
- Dave Franco : Rich
- Mark Duplass (V.Q. : Éric Bruneau) : Eric Beller
- Jake Paltrow : Johno
- Norizzela Monterroso (V. F. : Évelyne Grandjean) : la vétérinaire

Source et légende : Version française (V. F.) sur Doublagissimo; Version Québécoise (V.Q.) sur Doublage qc.ca

## Production

### Casting
Initialement, Mark Ruffalo était pressenti pour interpréter Roger Greenberg. De même pour Amy Adams, qui était également pressentie pour incarner Florence, avant de se désister, puis Maggie Gyllenhaal devait l'incarner, avant que le rôle ne soit confié à Greta Gerwig.

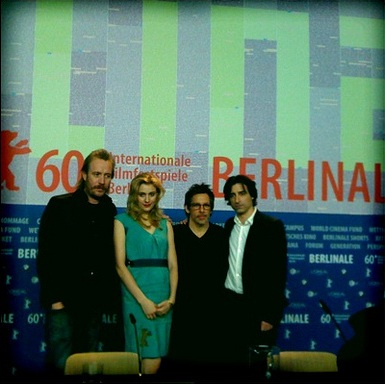
Rhys Ifans, Greta Gerwig, Ben Stiller et le réalisateur Noah Baumbach à la Berlinale (14 février 2010).

### Avant-première
Greenberg fut présenté en avant-première le 14 février 2010 au Festival de Berlin, où il concourait pour l'Ours d'or. Le film fut présenté dans les villes de New York et Los Angeles le 19 mars 2010, où il fut distribué dans trois salles , avant de connaître une sortie en salles sur l'ensemble du territoire américain, le 26 mars 2010.

## Réception

### Accueil critique
Greenberg a généralement été bien accueilli dès sa sortie en salles par la presse anglophone, obtenant 75 % d'avis favorables sur le site Rotten Tomatoes, sur la base de 156 commentaires et une note moyenne de 6.7⁄10, recevant ainsi le label « fraîcheur certifiée » , pour les films totalisant un pourcentage de plus de 75 % d'opinions positives et un score de 76⁄100 sur le site Metacritic, sur la base de 39 commentaires à majorités favorables. En France, le site Allociné, ayant recensé 22 titres de presse, lui attribue une note moyenne de 3,6⁄5.

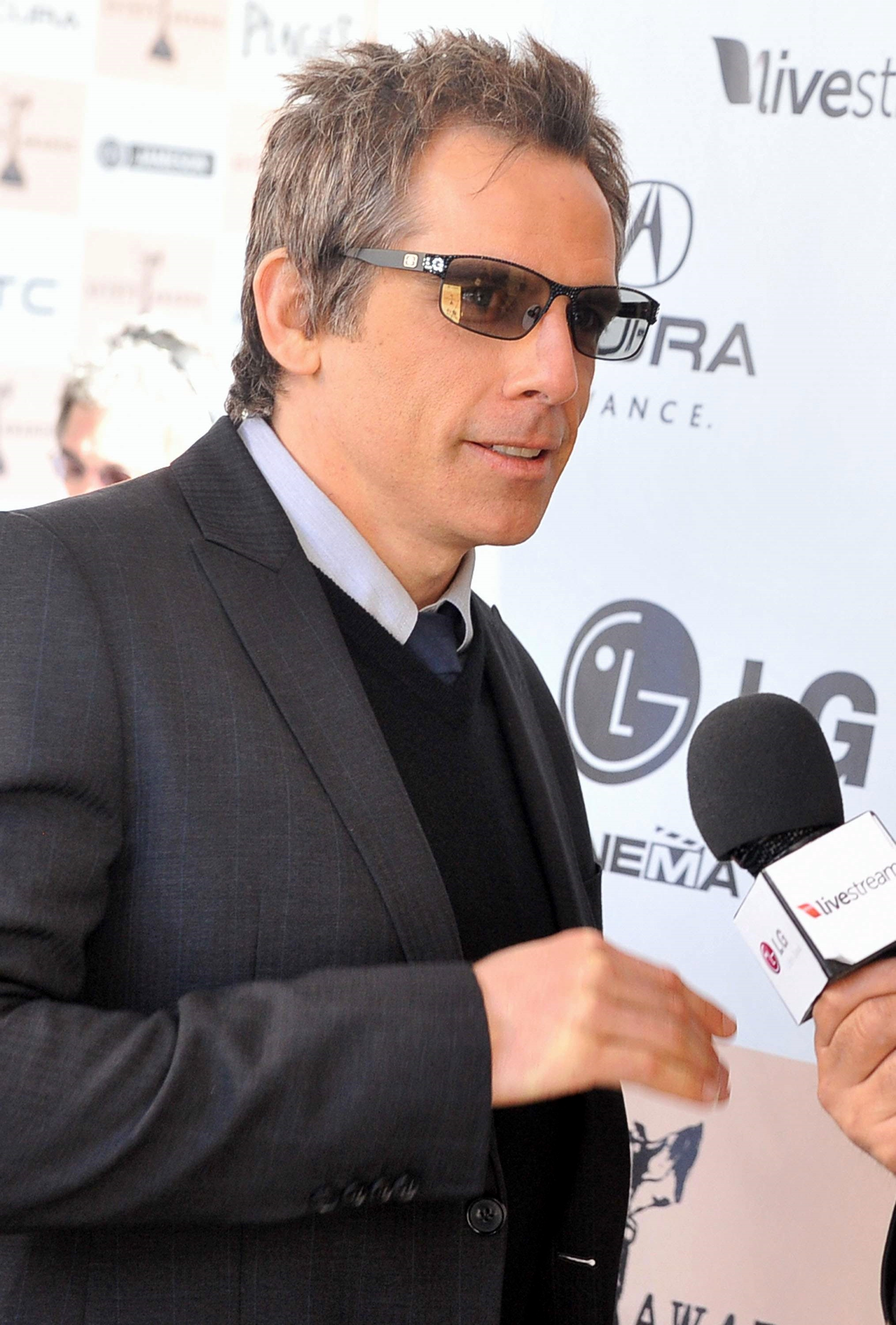
La tête d'affiche Ben Stiller aux Independent Spirit Awards 2010, où il est nommé dans la catégorie meilleur acteur.

Néanmoins, la réaction du public est en contradiction puisque l'audience du site Rotten Tomatoes atteint les 45 % d'avis favorables, sur la base de plus de 33 700 commentaires, la note moyenne des notes d'utilisateur du site Metacritic est de 5,1⁄10. Sur le site Allociné, le film obtient une note moyenne de 2,5⁄5, sur la base de 696 notes des utilisateurs, dont 161 commentaires. Seul le site IMDb lui attribue une note assez favorable, bien que moyenne, puisque sur plus de 16 000 utilisateurs, 21,1 % lui attribue une note de 6⁄10 et 23,5 % lui attribue une note de 7⁄10. La note moyenne attribué est de 6,2⁄10.

### Box-office
Pour son exploitation à New York et Los Angeles, Greenberg totalise 118 152 $ en week-end, se classant à la trentième position du box-office américain et 178 988 $ en semaine, se positionnant à la 29e place du box-office. Lors de son premier week-end d'exploitation sur l'ensemble du territoire américain – dans une combinaison maximale de 181 salles, le long-métrage se hisse à la 14e place avec 1 021 151 $, portant le total à 1 200 139 $, mais ne parvient à maintenir sa position en semaine avec une 16e place avec 1 389 636 $, portant le total à 1 568 624 $ .
Toutefois, le film remonte à la quinzième place  la semaine du 2 avril 2010 avec cinq salles supplémentaires à diffuser Greenberg, mais les recettes diminuent avec 954 091 $ d'engrangées, soit un cumul de 2 522 715 $. Tout en plongeant dans le classement, les recettes ne parviennent pas à se maintenir, finissant son exploitation en salles avec 4 234 170 $ le 27 mai 2010.
À l'étranger, le film engrange 89 115 $ lors de son week-end d'ouverture  et totalise 1 919 797 $ en fin d'exploitation, portant le total du box-office mondial à 6 153 967 $.
En France, le film passe totalement inaperçu, puisque étant distribué dans 29 salles, totalise seulement 87 724 entrées durant les dix-huit semaines durant lesquels il était à l'affiche.